# Орловка (Башмаковский район)
Орловка — деревня в Башмаковском районе Пензенской области России. Входила в состав Сосновского сельсовета. С 15 мая 2019 года в составе Знаменского сельсовета.

## География
Расположено в 4 км к северу от центра сельсовета села Сосновка, на реке Ушинка.

## Население
| 2010 |
| ---- |
| 43   |

## История
С 1918 по середину 1930-х центр одноименного сельсовета. Правление колхоза «Красный пролетарий». В середине 1950-х деревня отделение колхоза имени Маленкова.

## Уроженцы
- Анастасия Федоровна Ерофеева — Герой соцтруда.